# Цифров огледално-рефлексен фотоапарат
Цифровият огледално-рефлексен фотоапарат (на английски: DSLR (Digital single-lens reflex camera) е цифров фотоапарат, в който за улавяне на изображението, попадащо върху цифрова матрица за запис на изображението и за създаване на изображение, във визьора се използва един и същи обектив. За пренасочване на светлината от обектива към окуляра на визьор се използва огледало и призма, затова тези фотоапарати се наричат огледално-рефлексни.
Светлината от експонирания обект преминава през обектива. След блендата, която регулира количеството светлина, тя се отразява от огледалото и след пречупване в стените на призмата, преминава и се пренасочва към визьора. При снимане на кадъра, огледалото се повдига и се отваря затвора на фотоапарата, като светлината попада директно върху цифровата матрица или фотолентата, при използване на такъв носител за съхранение на заснетата информация. Затворът се намира пред матрицата. След това затворът се затваря, огледалото пада обратно и фотоапаратът е готов за следващата снимка, като отново може през обектива да се наблюдава обекта за фотографиране. 